# Дубенка (приток Издетели)
Дубенка — река в городском округе Шаховская Московской области России.
Исток — у деревни Ядрово. Впадает в реку Издетель в 18 км от устья по правому берегу, у деревни Воскресенское. Высота устья — 166,5 м над уровнем моря. Длина реки составляет 11 км.

## Данные водного реестра
По данным государственного водного реестра России, относится к Верхневолжскому бассейновому округу. Речной бассейн — (Верхняя) Волга до Куйбышевского водохранилища (без бассейна Оки), речной подбассейн — бассейны притоков (Верхней) Волги до Рыбинского водохранилища, водохозяйственный участок — Волга от города Твери до Иваньковского гидроузла (Иваньковское водохранилище).
Код объекта в государственном водном реестре — 08010100712110000002619.